# Ebba Grip
Ebba Grip, född 1583 på herrgården Björsätter i Östergötland, död 9 november 1666 på Hörningsholms slott i Mörkö socken, var en svensk brukspatron, donator och friherrinna. 
Ebba Grips föräldrar var riksrådet och översten Mauritz Birgersson Grip (1547–1591), gift med Edla Stensdotter Lewenhaupt (död i barnsäng 1586). 
Ebba, som blev föräldralös redan i 9-årsåldern, uppfostrades av sin mormor Ebba Lilliehöök. Hon fick av sin mormor tidigt lära sig hur man styrde gods och stora egendomar.
Hon gifte sig 28 augusti 1617 med riksrådet Svante Gustafsson Banér (1584–1628) på godset Djursholm. 
Grip och Svante Gustafsson Banér fick sammanlagt sju barn varav tre dog tidigt. Genom sin dotter Elisabeth blev hon svärmor till Erik Karlsson Sparre.
När Svante Gustafsson Banér fick tjänst i Riga som guvernör tog Grip över driften av både Djursholms gods inkluderande Lidingölandet och Mauritzberg i Östergötland. För att hålla ordning på alla godsen införde hon inventeringsrutiner på slotten och förde noggranna räkenskaper över godsens inkomster och utgifter. Ebba tog sig även tid att besöka sin man i Riga med jämna mellanrum.
Makarna var generösa bidragsgivare till ombyggnationer av kyrkorna i Danderyd och tog initiativet till uppförandet av den första stenkyrkan på Lidingö som byggdes 1623, numera kallad Lidingö kyrka. 1628 avled hennes make i Riga i bältros. Som ensam mor fortsatte hon att själv sköta Djursholmsgodset och de övriga egendomarna med stor framgång i nära 40 år. I brevkorrespondens som finns bevarad ger hon sina rättare på godsen noggranna och detaljerade instruktioner och sina barn förmaningar hur de skulle studera, prisa Gud och sköta hushållet.
Grip bodde de sista åren av sitt liv på Hörningsholms slott. Hon avled 1666, 83 år gammal. Hon är gravsatt i Uppsala domkyrka.

### Fotnoter
1. ↑  Leo van de Pas, Genealogics, 2003, läs online och läs online.[källa från Wikidata]
2. ↑  Björsätter blev senare omdöpt av Ebba Grip till Mauritzberg efter sin far.

## Webbkällor
- Danderyds kommun, historia.
- Mauritzberg, historia.